# Max Svensson
Max Johan Erik Svensson (Teckomatorp, 19 juni 1998) is een Zweeds voetballer die doorgaans speelt als middenvelder. In januari 2025 verruilde hij Kalmar FF voor Helsingborgs IF.

## Clubcarrière
Svensson speelde in de jeugd van Teckomatorps SK en Häljarps IF, alvorens hij in januari 2010 opgenomen werd in de opleiding van Helsingborgs IF. Voor die club maakte hij zijn debuut op 16 juli 2016, op bezoek bij GIF Sundsvall. Door doelpunten van Matthew Rusike en Mikael Dahlberg werd met 0–2 gewonnen door Helsingborg. Svensson moest in dat duel op de reservebank beginnen van coach Henrik Larsson en hij mocht een minuut voor tijd invallen voor Lalawélé Atakora. In 2016 degradeerde Helsingborgs naar de Superettan. Op dat niveau maakte Svensson zijn eerste doelpunt als profvoetballer, op 1 mei 2017. In het eigen Olympia besliste hij tegen Degerfors IF de uitslag op 3–0, nadat eerder al Jesper Lange en Erik Sachs (eigen doelpunt) hadden gescoord. In 2018 werd Svensson met Helsingborgs kampioen op het tweede niveau, waarmee de club weer terugkeerde in de Allsvenskan. Hier degradeerde het weer uit na twee seizoenen. Svensson speelde zes jaar voor Helsingborgs en kwam daarin tot 133 wedstrijden, 27 goals en negen assists.
Svensson verkaste in de zomer van 2021 naar Willem II, waar hij zijn handtekening zette onder een verbintenis voor de duur van drie seizoenen. Hij maakte op 15 augustus in de openingswedstrijd tegen Feyenoord zijn debuut. Op 2 oktober scoorde hij tegen Heracles Almelo zijn eerste doelpunt voor de club. Het zou zijn enige zijn van dat seizoen. Na afloop van zijn eerste seizoen in Tilburg, waarin de Zweed alle competitiewedstrijden meespeelde, degradeerde de club naar de Eerste divisie. Zijn debuut in de Eerste divisie tegen Jong PSV luisterde hij op met een doelpunt. Ook dit seizoen was hij vaste basisspeler. Hij miste één competitiewedstrijd. Eerst speelde hij als linksbuiten en later als aanvallende en centrale middenvelder in een 3-5-2-opstelling. Hij eindigde met Willem II als vierde en werd in de eerste ronde van de play-offs uitgeschakeld door VVV-Venlo. In zijn derde seizoen bij Willem II werd hij kampioen van de Eerste divisie. Hij speelde vierentwintig competitiewedstrijden en kwam daarin tot vier doelpunten.
Na afloop van zijn contract in Tilburg keerde Svensson terug naar Zweden. Hij tekende een contract tot het einde van het seizoen 2024 bij Kalmar FF. Na afloop van het seizoen 2024, waarin Kalmar FF degradeerde naar de Superettan, maakte de club bekend dat het afscheid nam van Svensson. De aanvaller vond onderdak bij zijn oude club Helsingborgs IF.

## Clubstatistieken
| Seizoen | Club            | Competitie     | Competitie | Competitie | Beker | Beker | Internationaal | Internationaal | Totaal | Totaal |
| Seizoen | Club            | Competitie     | Wed.       | Dlp.       | Wed.  | Dlp.  | Wed.           | Dlp.           | Wed.   | Dlp.   |
| ------- | --------------- | -------------- | ---------- | ---------- | ----- | ----- | -------------- | -------------- | ------ | ------ |
| 2016    | Helsingborgs IF | Allsvenskan    | 2          | 0          | 1     | 0     | —              | —              | 3      | 0      |
| 2017    | Helsingborgs IF | Superettan     | 24         | 3          | 2     | 0     | —              | —              | 26     | 3      |
| 2018    | Helsingborgs IF | Superettan     | 30         | 9          | 4     | 0     | —              | —              | 34     | 9      |
| 2019    | Helsingborgs IF | Allsvenskan    | 30         | 7          | 0     | 0     | —              | —              | 30     | 7      |
| 2020    | Helsingborgs IF | Allsvenskan    | 29         | 6          | 0     | 0     | —              | —              | 29     | 6      |
| 2021    | Helsingborgs IF | Superettan     | 8          | 1          | 3     | 1     | —              | —              | 11     | 2      |
| 2021/22 | Willem II       | Eredivisie     | 34         | 1          | 1     | 0     | —              | —              | 35     | 1      |
| 2022/23 | Willem II       | Eerste divisie | 37         | 7          | 2     | 0     | —              | —              | 39     | 7      |
| 2023/24 | Willem II       | Eerste divisie | 24         | 4          | 2     | 1     | —              | —              | 26     | 5      |
| 2024    | Kalmar FF       | Allsvenskan    | 13         | 0          | 0     | 0     | —              | —              | 13     | 0      |
| 2025    | Helsingborgs IF | Superettan     | 0          | 0          | 0     | 0     | —              | —              | 0      | 0      |
| Totaal  | Totaal          | Totaal         | 231        | 38         | 15    | 2     | 0              | 0              | 246    | 40     |

Bijgewerkt op 6 februari 2025.

## Erelijst
| Competitie      |                 |                 |                 |                 |
| Competitie      | Aantal          | Jaren           |                 |                 |
| Helsingborgs IF | Helsingborgs IF | Helsingborgs IF | Helsingborgs IF | Helsingborgs IF |
| --------------- | --------------- | --------------- | --------------- | --------------- |
| Superettan      | 1               | 2018            |                 |                 |
| Willem II       |                 |                 |                 |                 |
| Eerste divisie  | 1               | 2023/24         |                 |                 |